# Липаты
Липаты — деревня в Арбажском районе Кировской области. 

## География
Находится на расстоянии примерно 19 километров по прямой на запад-северо-запад от районного центра поселка Арбаж.

## История
Известна с 1802 года как «Вновь заведенной починок, Что по обе стороны речки Шулянги»
с населением 5 душ мужского пола. В 1873 году здесь учтено было дворов 20 и жителей 128, в 1905 42 и 315, в 1926 (уже деревня Липаты) 76 и 379, в 1950 46 и 152. В 1989 году проживало 78 жителей. До января 2021 года входила в состав Верхотульского сельского поселения до его упразднения.

## Население
Постоянное население составляло 37 человек (русские 94%) в 2002 году, 25 в 2010.